# AIM–4 Falcon
Az AIM–4 Falcon az USAF először hadrendbe állított légiharc-rakétája, melyet a Hughes Aircraft tervezett és gyártott az Egyesült Államokban. A gyártó országon kívül rendszeresítette a Kanadai (CF–101 Voodoo), a Svájci (Mirage IIIS), a Finn és a Svéd Királyi Légierő (Saab J 35 Draken).
Az F–4 Phantom II fedélzeti fegyvereként kipróbálták a vietnámi háborúban, ahol az elsősorban bombázó repülőgépek ellen kifejlesztett lomha rakéta nagyon gyengén szerepelt az észak-vietnámi könnyű vadászrepülőgépek ellen (öt légi győzelmet értek el vele). Továbbfejlesztésével hozták létre az AIM–26 Falcon és AIM–47 Falcon rakétákat, amelyek nem érték el a sorozatgyártást. A Hughes hasonló kialakítású, de lényegesen nagyobb méretű AIM–54 Phoenix rakétája az F–14 Tomcat repülőgépek fedélzeti fegyvere volt. A rakétát az 1960-as évek végén már kivonták a hadrendből, utódja a vele szinte egy időben kifejlesztett AIM–9 Sidewinder lett.